# 56-й піхотний полк (Австро-Угорщина)

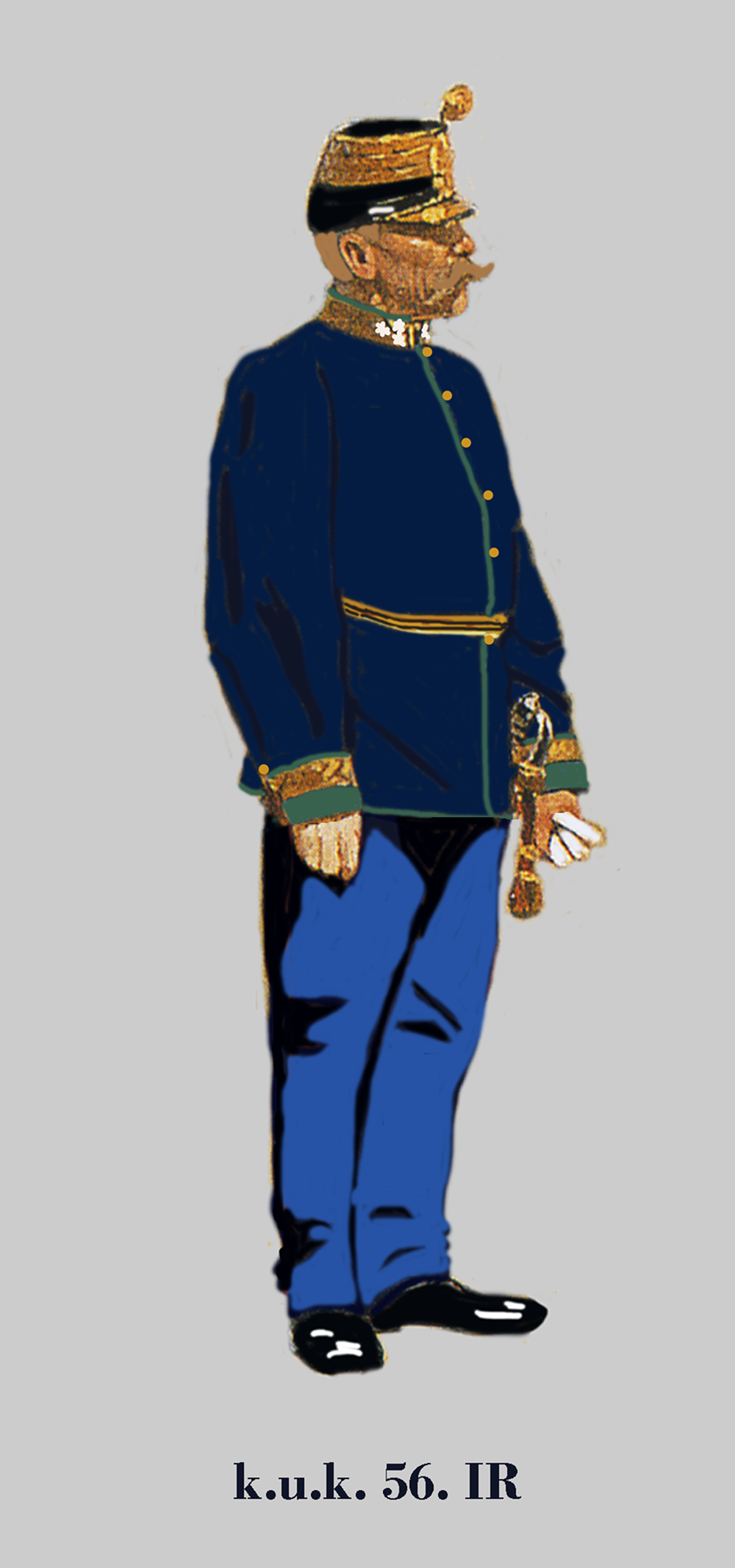
Полковник 56-го піхотного полку у парадній формі

Піхотний полк № 56 (нім. Infanterie-Regiment Nr. 56) — піхотний полк цісарської армії Австро-Угорщини.

## Історія
Полк було створено в 1684 році.
Базувався у Вадовицях у складі 1-го корпусу.
Почесними командирами полку були:
- фельдмаршал польний Францішек Антоні фон Горіцутті (1857—1875),
- фельдмаршал-лейтенант Алоїз фон Баумгартен (1875—1888),
- Фельдмаршал Леопольд Юзеф Марія Даун I фон Тіано (1888—1918).

Полкові кольори: сталевий зелений (stahlgrün), золоті ґудзики.
У 1873 році полк дислокувався в Кракові, а резервний батальйон і батальйон підкріплення — у Вадовицях.
У 1903—1914 роках полк дислокувався в Кракові, а 3-й батальйон — у Вадовицях.
У 1914 році полк входив до складу 23-ї піхотної бригади 12-ї піхотної дивізії.
Під час Першої світової війни полк воював проти росіян у Галичині: у грудні 1914 року під Бохнею; у січні 1915 році біля Присліпа; з лютого до початку травня біля Шимбарка, а в травні біля сіл Бонцаль-Дольни та Свєнцани біля Ясла.
У червні 1917 року полк передислокувався на Італійський фронт. Після невдалого наступу австрійців у червні 1918 року займав ділянку на річці П'яве поблизу зруйнованого міста Сан-Дона-ді-П'яве . 30 жовтня 1918 року полк дістав наказ відійти з позицій на річці П'яве . Як згадував тодішній поручник Станіслав Островський: «того дня почався відступ, який тривав безперервно і завершився прибуттям до Вадовиць 17 листопада» . Тим часом (5 листопада) штаб 12-ї піхотної дивізії наказав розділити дивізію на три частини: польську, яка мала бути згрупована в піхотний полк No 56, німецьку, яка мала бути згрупована в піхотний полк No. 100 і чеську, згруповану в піхотний полк № 3  .